# Regent (priimek)
Regent je priimek več znanih Slovencev:
- Amalija Regent (1888—1970), političarka
- Ivan Regent (1884—1967), revolucionar, publicist in politik
- Jernej Župančič Regent (*1980), kanuist na mirnih vodah